# Nanjō Bun’yū
Nanjō Bun’yū (japanisch 南條 文雄, * 1. Juli 1849 in Ōgaki, Provinz Mino; † 9. November 1927) war ein japanischer Buddhismuskundler und Religionswissenschaftler der Meiji- und Taishō-Zeit. Sein Geburtsname war Tani Kakumaru, als Pseudonym verwendete er Sekika (碩果). Üblich ist auch die anglizierte Schreibweise Nanjio Bunyiu. Bekannt ist der Sanskritsgelehrte besonders durch seinen Katalog des buddhistischen Kanon, der bis zur Vollendung der Taishō-Gesamtausgabe das Standardverzeichnis zum sino-japanischen Kanon in einer westlichen Sprache war.

## Jugend
Geboren wurde Kakumaru als dritter Sohn von Tani Eijun, einem Priester des Seiun-ji (誓運寺) in Ōgaki in der Provinz Mino, der heutigen Präfektur Gifu. Er wurde 1871 – als die von den Meiji-Reformern betriebene Buddhistenverfolgung in vollem Schwange war – von Nanjō Jingō als Erbe adoptiert, woraufhin er den Namen Nanjō Bun’yū annahm und Kleriker wurde. Sein Adoptivvater, ebenfalls Geistlicher, stammte aus einem Daimyō-Geschlecht das bis zur Absetzung durch Tokugawa Ieyasu in Hameiishi (Provinz Hōki) ihren Sitz gehabt hatte.
Im selben Jahr begann er an der Takakura-Schule in Kyōto Buddhismus und „westliche Studien“ zu betreiben. 1872 wurde er Oberschreiber im Hauptquartier des Ōtani-Zweiges der Jōdo-Shinshū (Higashi Hongan-ji). Drei Jahre später erreichte er die Stellung eines Rokuji.

## Studium in England
Im Jahre 1876 erhielt er von der Ōtani ein Stipendium für ein Studium in England, wo er ohne Sprachkenntnisse im August ankam. Er lernte mehr als 2 Jahre Englisch in London. Ab Februar 1879 studierte er Sanskrit – von dem er keinerlei Vorkenntnisse hatte – unter Prof. Max Müller. Zu dieser Zeit bezeichnete er sich als „Priest of the Temple Eastern Honganji, Japan“. Nach 1880 befasste er sich mit und edierte die Sanskritoriginale vom Sukhāvatī-vyūha (jap. 無量寿経, Muryōju-kyō), Amida-kyō und dem Vajracchedika (jap. 金剛經, Kongō-kyō).

### Kanonkatalog
Fürst Iwakura hatte auf seiner Europareise der britischen Regierung eine Kopie des gesamten buddhistischen Kanon (一切經, Issaikyō) zugesagt. Dieser wurde dann in der Bibliothek des India Office (heute SOAS) aufbewahrt. Die Kenntnisse europäischer Gelehrter reichten zu der Zeit nicht aus, das Material zu erschließen. Nanjō erstellte, beginnend im April 1880, nach Autopsie des Bestandes seinen Katalog, der in der Gliederung der Ming Pekinger Ausgabe (Mi-tsang 1586-1606; chinesisch 大明三蔵経目禄) folgt. Der San Tsang (chin. 三藏, Sanzang) ist – ebenso wie der Pali-Kanon – in Sūtra (chinesisch 経, Pinyin jīng), Abhidharma (chinesisch 律, Pinyin lǜ) und Vinaya (chinesisch 論, Pinyin lún; aus fünf verschiedenen Überlieferungen) gegliedert, jedoch wird, basierend auf der Herkunft der Texte, weiterhin jeweils in Hinayāna und Mahāyāna geschieden. Dazu kommt noch die Gruppe „Vermischtes“ (chinesisch 雑, Pinyin zá) und apokryphe Schriften.
Damit war ein kompletter sino-japanischer Kanon erstmals in westlicher Sprache übersichtlich erschlossen. Der bahnbrechende Kanon-Katalog Nanjōs (in der älteren Literatur meist als „NJ [Nummer]“ zitiert) ist mit seinen Anmerkungen und Erläuterungen auch heute noch eine wertvolle Quelle. Enthalten sind zusätzlich Verzeichnisse indischer Autoren (Anhang I), chinesischer Übersetzer (II) und Verfasser (III). Andere Wissenschaftler haben dann noch einen romanisierten Index der chinesischen Titel und ein japanisches Sutrenverzeichnis erstellt.

## Lehrtätigkeit
Nach seiner Rückkehr 1884 wurde er Lehrer an der Ōtani-Schule in Tokio. Jahr daraufs folgte die Berufung als Lektor an die Fakultät für Literatur der kaiserlichen Universität. 1887 begab er sich auf eine fünfmonatige Pilgerreise nach Indien, wobei er auf dem Rückweg auch China bereiste.
Nach seiner Rückkehr übernahm er die Leitung der Futsū-Schule in Nagoya. Das Bildungsministerium verlieh ihm im Juni 1888 den Titel eines „Doktors der Literatur“ und seine Sekte ehrte ihn mit dem Titel „Kengaku Itto Gakushi“, dem 1894 „Gakushi“ folgte. 1890–94 lehrte er an der Mädchenabteilung der Peers school. Ab 1895 war er Schulleiter der Shinshū-Kotogaku (zur Organisation des japanischen Bildungswesens der Taishō-Ära: Hermann Bohner in: Ev. Pädagogisches Lexikon, 1929).
Als der Oberste der Shinshū im Jahre 1900 nach Siam reiste, um dort vom König Chulalongkorn eine Reliquie des Erleuchteten zu empfangen, wurde er von Nanjō begleitet.
Im folgenden Jahr wurde er Professor am Shinshū College, zwei Jahre später dessen Präsident. 1905 wurde er Mitglied der japanischen kaiserlichen Akademie. Seine Sekte verlieh ihm ihre höchste akademische Weihe mit dem Titel Kōshi und den Rang eines Gon-sōjō (権僧正; etwa einem „Weihbischof“ katholischer Terminologie entsprechend).
Am Shinshū Ōtani College wurde er 1914 Direktor. Als das College 1922 zur Universität erhoben wurde, übernahm er das Amt des Präsidenten. Diese Anstalt ist bis heute führend in der Herausgabe kanonischer Texte, auch der tibetanischen Tradition.
Der Tennō verlieh ihm 1917 den – rein zeremoniellen – Hofrang Shogoi (5. oberer). 1922 erfolgte eine Rangerhöhung in den Jushii (4. folgender). Weiterhin fungierte er als Berater für Bildungsfragen des Obersten der Ōtani-shū.
Ab 1923 war er der Oberpriester des Nissen-Tempels in Nagoya, in dem die aus Siam gebrachte Reliquie untergebracht war/ist. Gleichzeitig reiste er predigend im Land umher, bis er durch eine Krankheit gezwungen war, sich etwa einen Monat in Fukui zu erholen. Fast seine gesamten lebenslang gesammelten Aufzeichnungen verbrannten infolge des Erdbebens am 1. September 1923.
Als er, nach seinem Rücktritt von der Position des Universitätspräsidenten, 1927 bereits schwer erkrankt war, wurde sein Hofrang um eine weitere Stufe (shōshii) erhöht. Zeitgleich ernannte ihn die Sekte zum Daisōjō (大僧正). Er starb am 9. November 1927.

## Werke
- A Catalogue of the Chinese Translations of the Buddhist Tripitaka …; Oxford 1883; PDF 14,6 MB reprint: San Francisco 1975

* Ross, Edward Denison; Alphabetical list of the titles of works in the Chinese Buddhist Tripiṭaka being an index to Bunyiu Nanjio’s catalogue and to the 1905 Kioto repr. of the Buddhist canon; [Calcutta] 1910 (Archaeolog. Dep. of India)
* Tokima Daiyō; Ogiwara Umai; Japanese Alphabetical Index of Nanjiō's Catalogue …, Tokio 1905
- A short history of the twelve Japanese Buddhist sects: translated from the original Japanese; Tokyo [1886] (Bukkyō-sho-ei-yaku-shuppan-sha); XXXI, 172 S.  PDF 9,3 MB
- Bunyû Nanjô: Eine kurze Geschichte der zwölf japanischen buddhistischen Schulen. (Übersetzt von Julian Braun) Frankfurt: Angkor Verlag 2013. ISBN 978-3-943839-21-0
- H. Kern; B. Nanjio (ed.); Saddharmapuṇḍarīka; St. Pétersbourg 1908–1912 (Imprimerie de l'Académie Impériale des Sciences), XII, 507 S.; Sert.: Bibliotheca Buddhica, 10 [In Nāgarī] Vol.1, Vol. 2, Vol 3, Vol. 4, Vol. 5.
- B. Nanjio (ed.): The Laṅkāvatāra sūtra, Kyoto, Otani University Press 1923 [In Nāgarī]

Weitere buddhologische Studien und ein autobiographisches Werk (1926) erschienen auf Japanisch.